# Alcide De Gasperi
Alcide Amedeo Francesco De Gasperi [alčìde de gàsperi], italijanski novinar in politik, * 3. april 1881, Pieve Tesino, Tirolska, Avstro-Ogrska (danes v Avtonomni pokrajini Trento) , † 19. avgust 1954, Borgo Valsugana, Italijanska republika.
De Gasperi je bil član avstrijskega Reichsrata (1911-1919), član parlamenta Kraljevine Italije (1921-1922), zunanji minister (1945-1946 in 1951-1953), ministrski predsednik (1945-1953), notranji minister (1946-1947) in predsednik Evropskega parlamenta (1954).